# مینلای دم‌سرخ
مینلای دم‌سرخ (نام علمی: Minla ignotincta) نام یک گونه از سرده مینلا است.